# Giv mig den frid som du, o Jesus, giver
Giv mig den frid som du, o Jesus, giver är en sång med text från 1860 av Jane Crewdson och musik från 1877 av Ira David Sankey. Lina Sandell-Berg gjorde den svenska översättningen 1878. Texten bearbetades 1986 Harry Lindström och 2017 av Andreas Holmberg.

## Publicerad i
- Svensk söndagsskolsångbok 1908 som nr 308 under rubriken "Lärare- och föräldramöten".
- Lilla Psalmisten 1909 som nr 148 under rubriken "Bönesånger".
- Svenska Missionsförbundets sångbok 1920 som nr 316  under rubriken "Strid och lidande".
- Sionstoner 1935 som nr 668 under rubriken "Pilgrims- och hemlandssånger".
- Guds lov 1935 som nr 335 under rubriken "Erfarenheter på trons väg".
- Sånger och psalmer 1951 som nr 345 under rubriken "Troslivet. Lidande och prövning".
- Sions Sånger 1951 som nr 57
- Frälsningsarméns sångbok 1968 som nr 376 under rubriken "Erfarenhet och vittnesbörd".
- Sions Sånger 1981 som nr 94 under rubriken "Guds nåd i Kristus".
- Psalmer och Sånger 1987 som nr 659  under rubriken "Att leva av tro - Verksamhet - kamp - prövning".[1]
- Lova Herren 1988 som nr 734 under rubriken "Mission".
- Segertoner 1988 som nr 638 under rubriken "Pilgrimsvandringen".
- Frälsningsarméns sångbok 1990 som nr 457  under rubriken "Ordet och bönen".
- Lova Herren 2020 som nr 582 under rubriken "Mission och diakoni" med texten av Andreas Holmberg: "Den frid du ger, o Jesus, jag mig önskar".